# Wohn- und Geschäftshaus Breesener Straße 33 (Laage)

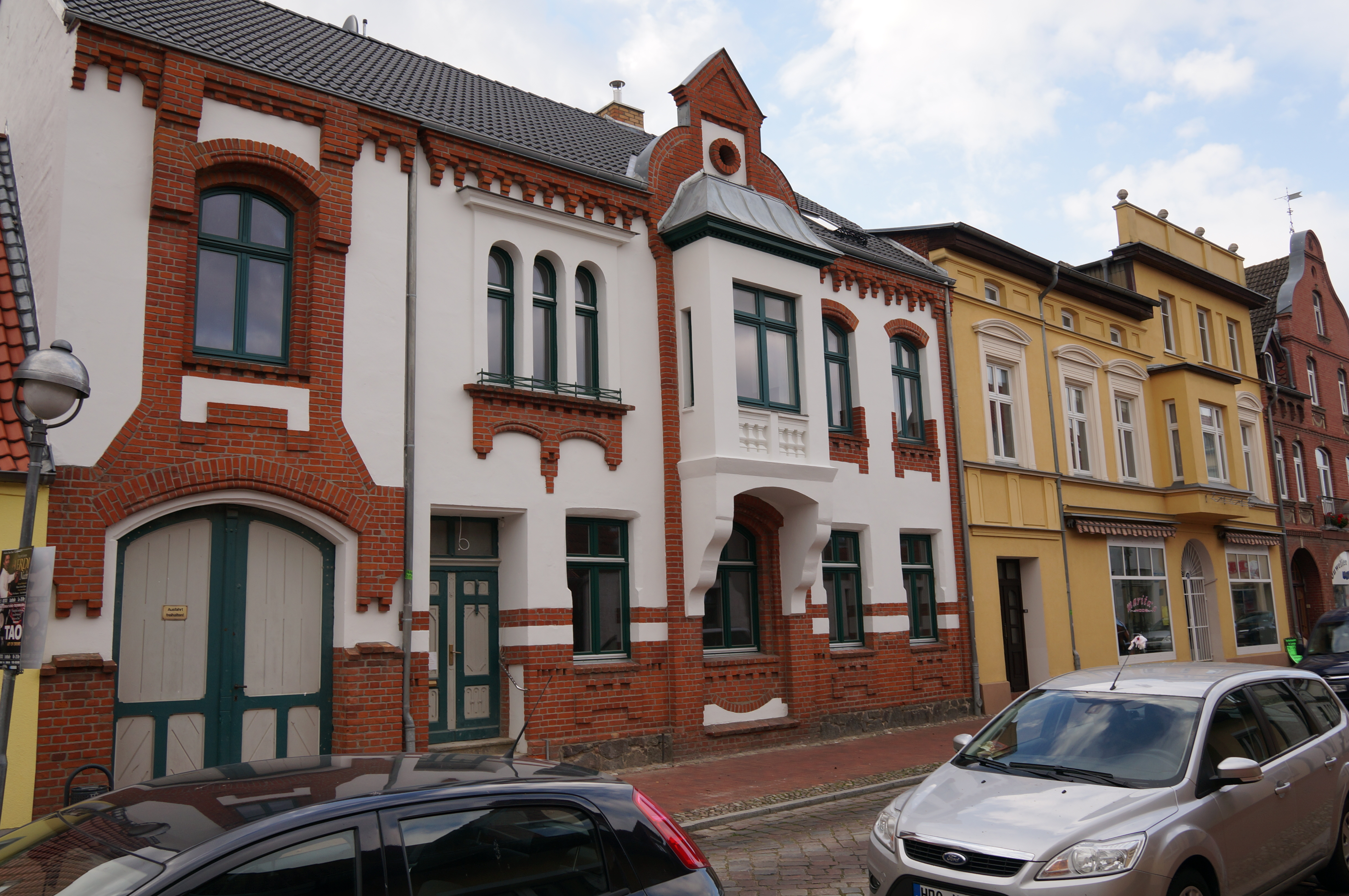
Breesener Straße 33

Das Wohn- und Geschäftshaus Breesener Straße 33 in der mecklenburg-vorpommerischen Stadt Laage stammt von 1900.
Das Gebäude steht unter Denkmalschutz.

## Geschichte
Das zweigeschossige verputzte, reich dekorierte Haus mit den verklinkerten Fenstereinfassungen, dem Fries und dem Sockel sowie dem mittigen Erkerrisalit mit dem dominanten Aufsatz wurde 1900 nach Plänen von Paul Korff (Laage) im Stil der Jahrhundertwende gebaut. Zeitweise war hier im Erdgeschoss die Sparkasse untergebracht. Danach wurde das Haus mit einer Buchhandlung im Rahmen der Städtebauförderung in den 1990er Jahren saniert.